# قصبه (معماری)

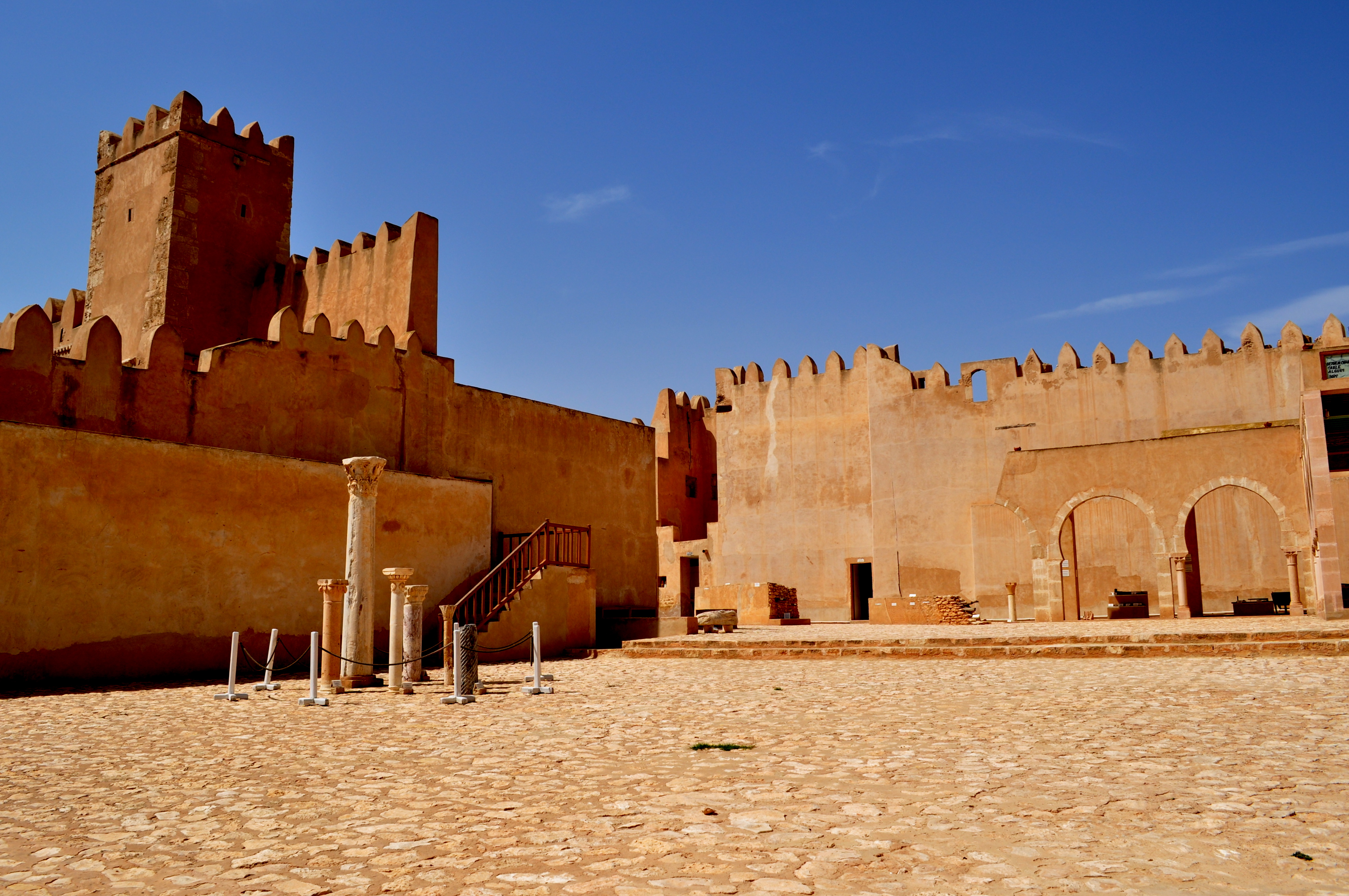
قصبهٔ صفاقس در تونس

قصبه (انگلیسی: Kasbah؛ ‏‎/ˈkæzbɑː/‎، همچنین US: ‎/ˈkɑːz-/‎؛ تلفظ در عربی: [qasˤaba]، عربی مغربی: [qasˤba]) نوعی از استحکامات شهری است که اغلب به ارگ یا بخش استحکام‌یافتهٔ] آن شهر اطلاق می‌گردد. این واژه معادل واژهٔ اسپانیایی «آلکاثابا» (اسپانیایی: [alkaˈθaβa]) نیز هست که آن هم از همین ریشهٔ عربی گرفته شده است. به‌طور گسترده‌تر، این اصطلاح می‌تواند به محلهٔ قدیمی شهر (مدینه)، به‌ویژه در کشور الجزایر نیز اشاره داشته باشد. در زبان‌های گوناگون، واژهٔ عربی «قصبه» یا واژگان محلی وام‌گرفته از آن، ممکن است به یک سکونت‌گاه، دژ، برج دیدبانی یا دژ انفرادی نیز اطلاق شود.

## دژ یا قلعه
واژهٔ «قصبه» (qasaba) در گذشته معنایی گسترده‌تر داشت، اما در اصل به معنای یک دژ است—که معمولاً به عنوان قلعه‌ای برای حفاظت از شهر یا منطقه‌ای مسکونی، یا به عنوان مرکز اداری مورد استفاده قرار می‌گرفت.: ۲۲۸ : ۱۲۲ : ۲۸۲  قلعهٔ قصبه معمولاً محل استقرار پادگان نظامی و ساختمان‌های ویژه‌ای چون کاخ سلطنتی بود، و همچنین امکاناتی مانند مسجد و حمام عمومی را در بر می‌گرفت.: ۱۴۷ : ۱۳۵  برخی از قصبه‌ها در موقعیت‌های راهبردی و مرتفع ساخته می‌شدند تا دید خوبی به شهر داشته باشند، مانند قصبهٔ الودایه در رباط، مراکش یا قصبهٔ مالاگا در اسپانیا.: ۱۳۵ 
قصبه همچنین می‌توانست ناحیه‌ای سلطنتی و وسیع باشد که به‌طور اختصاصی ساخته شده و با دیوارهایی جداگانه محافظت می‌شد و در آن کاخ حاکم و نهادهای اداری دولت قرار داشتند. از نمونه‌های این نوع می‌توان به قصبهٔ مراکش و قصبهٔ شهر تونس اشاره کرد که هر دو توسط موحدون بنیان‌گذاری شدند؛ سلسله‌ای که در بسیاری از شهرهای مهم امپراتوری‌شان محوطه‌های مشابه کاخ سلطنتی ساختند یا بازسازی کردند.: ۱۴۱ : ۱۹۵–۱۹۷  در برخی موارد، قصبه‌ها تنها محوطه‌هایی مستحکم‌شده در اطراف شهر بودند که صرفاً محل استقرار نیروهای نظامی بودند، بدون آن‌که لزوماً نقش قلعهٔ اصلی شهر را داشته باشند. در شهر فاس برای نمونه، در دوره‌های مختلف تا سیزده قصبه ساخته شده بود، از جمله قصبهٔ «انوار» و قصبهٔ «شرارده».
به گفتهٔ معمار و مرمت‌گر اسپانیایی، «لئوپولدو تورس بالباس»، قصبهٔ مالاگا نمونهٔ شاخصی از معماری نظامی دورهٔ طوایف در اندلس است، با دیوار دوجداره و استحکامات بسیار. به گفتهٔ او، تنها همتای آن قلعهٔ حصن‌الاکراد در سوریه است. از دیگر نمونه‌های قصبه در اسپانیا می‌توان به قصبهٔ آلمریا، آنتکرا، باداخوس، گوآدیکس، مریدا، قلعهٔ مولینا د آراگون، قصبه آلکالا لا رئال و همچنین قصبه الحمراء در شهر گرانادا اشاره کرد.

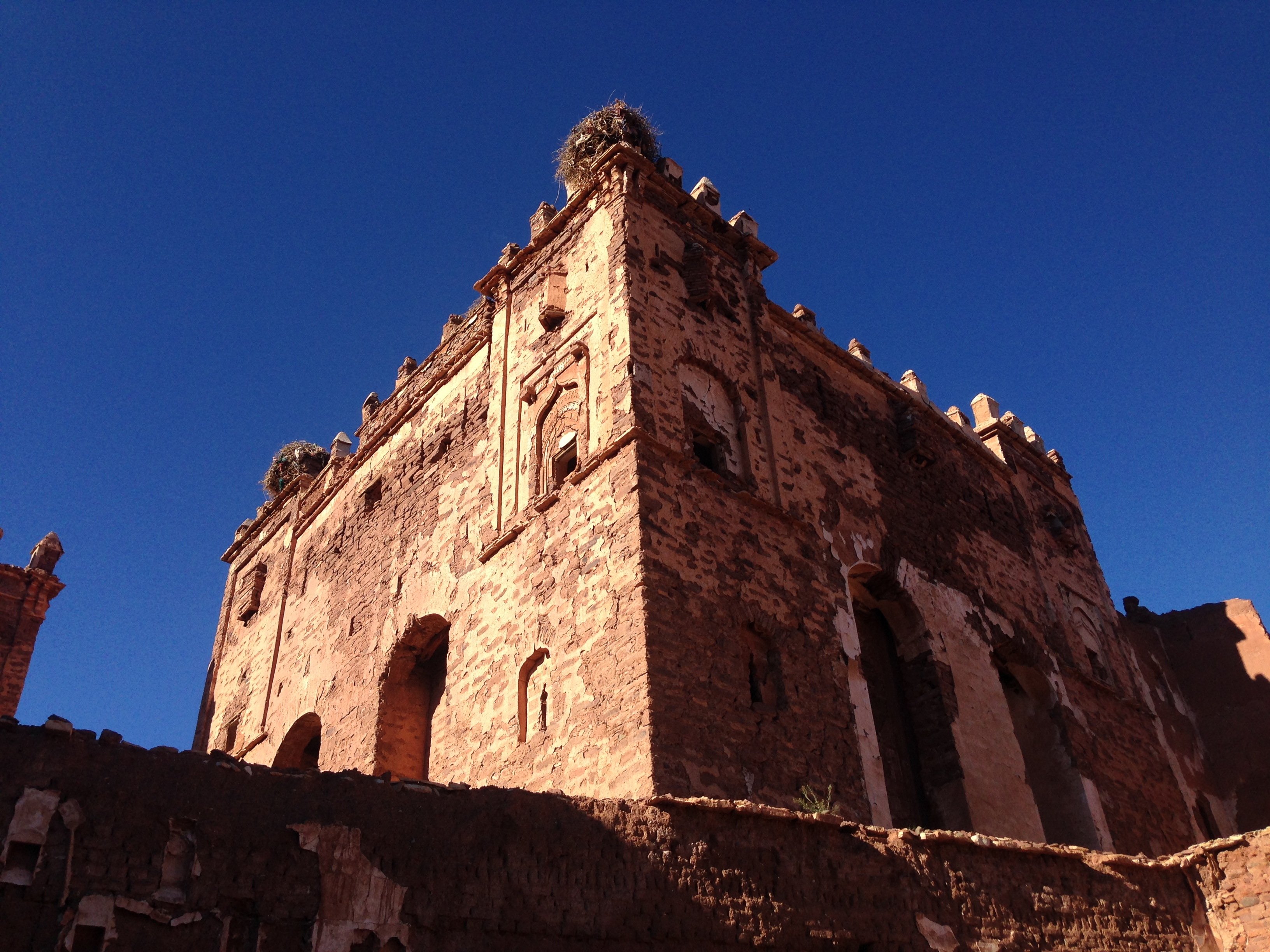
قصبهٔ تلوات در مراکش

در کشور مراکش، واژهٔ «قصبه» در مناطق عمدتاً بربرنشین، به اقامتگاه‌های استحکام‌یافته نیز اطلاق می‌شود که در زبان‌های بربری «تیغِرمْت» (tighremt) نام دارند و معمولاً از خشت خام ساخته می‌شوند؛ مانند قصبهٔ تِلْوِت یا قصبهٔ اَمریدیل. در جنوب تونس نیز گاهی این واژه به انبارهای مستحکم غله (که به آن‌ها قصر نیز گفته می‌شود) اطلاق می‌گردد.

## کاربردهای دیگر واژهٔ «قصبه»

### بخش قدیمی شهر
واژهٔ «قصبه» گاهی برای اشاره به بخش قدیمی یک شهر نیز به کار می‌رود که در این کاربرد، معادل معنای مدینه است. در شهر الجزیره، نام «قصبه» در اصل به بخش بالایی شهر اطلاق می‌شد که شامل قلعه و اقامتگاه حاکمان بود. پس از اشغال الجزایر توسط فرانسوی‌ها در سال ۱۸۳۰، بیشتر بخش پایینی و تاریخی شهر الجزیره تخریب شد و براساس سبک اروپایی بازسازی گردید. تنها بخش بالایی شهر که نسبتاً دست‌نخورده باقی ماند، همان ناحیه‌ای بود که به «قصبه الجزایر» شهرت یافت.: ۲۳۷  «قصبهٔ دَلس» نیز نمونهٔ دیگری از کاربرد این واژه برای اشاره به بخش تاریخی یک شهر است.

### برج‌های دیده‌بانی در شبه‌جزیرهٔ عربستان

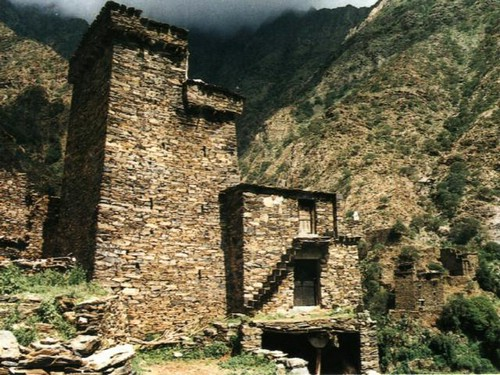
برج مراقبت قصبه در شهر حجاز من الباحه عربستان سعودی

در مقاله‌ای از دانشنامهٔ بریتانیکا دربارهٔ استان عسیر (واقع در جنوب غربی عربستان سعودی) آمده است که «قصبه‌های باستانی (به معنای «برج‌ها») موجود در این استان به عنوان برج‌های دیده‌بانی یا انبارهای غله مورد استفاده قرار می‌گرفته‌اند.» در کتابی دیگر، این برج‌ها چنین توصیف شده‌اند: «برج‌های قصبه، که ظاهراً مختص معماری منطقهٔ عسیر هستند، موضوع بحث و اختلاف‌نظر دربارهٔ کارکردشان بوده‌اند—برخی معتقدند که این برج‌ها به عنوان برج‌های دیده‌بانی ساخته شده‌اند، در حالی که دیگران آن‌ها را به منزلهٔ برجک دفاعی یا حتی انبارهای غله می‌دانند. شاید هم ترکیبی از همهٔ این کارکردها بوده‌اند؛ هرچند جایگاه مناسب برای یک برجک دفاعی که معمولاً بر فراز تپه است، موقعیت مناسبی برای انبار غله یا قلعهٔ مسکونی محسوب نمی‌شود.» باستان‌شناسان تصاویری از برج‌هایی مشابه را در ویرانه‌های قریه الفاو در منطقهٔ ربع الخالی عربستان یافته‌اند که قدمت آن‌ها به فاصلهٔ زمانی میان قرن سوم پیش از میلاد تا قرن چهارم میلادی می‌رسد. «خانه‌ها دو طبقه بودند، دیوارهایی سنگی با ضخامت تقریباً دو متر داشتند و از امکاناتی مانند سیستم آب‌رسانی و سرویس‌بهداشتی در طبقهٔ بالا برخوردار بودند. در یکی از نقاشی‌های دیواری برجسته، به‌طور کمرنگ ساختمانی چند طبقه به تصویر کشیده شده که در پنجره‌هایش افرادی دیده می‌شوند—طرح این ساختمان بسیار شبیه به خانه‌های چند طبقه‌ای است که امروزه در یمن و جنوب عربستان سعودی نیز یافت می‌شوند.»
«بیشتر قصبه‌ها دارای پلان دایره‌ای هستند، هرچند برخی از آن‌ها مربع‌شکل‌اند. گاهی در زیر پنجره‌ها یا در قاب آن‌ها، نوارهایی از سنگ‌های کوارتز دیده می‌شود—یکی از نمونه‌های خوب و سالم این نوع برج‌ها در بالای منطقهٔ وادی عین قرار دارد. بقایای یک سازهٔ سنگی شبیه به برج‌های مارتلو در کنار یک مسیر خاکی در شمال المصنعه دیده می‌شود. به نظر می‌رسد که این بنا پیش‌نمونه‌ای جالب از خانه‌های سنتی استان عسیر باشد و احتمالاً ارتباط نزدیکی با معماری قصبه دارد. این بنا اکنون در حالت ویران قرار دارد، اما زمانی محل سکونت بوده و از ویژگی‌های دفاعی نیرومندی برخوردار بوده است.» در توصیفی از یک روستای سنتی در استان الباحه در عربستان سعودی آمده است: «حتی جاده‌ای که به این روستا منتهی می‌شود چشمگیر است، و در طول مسیر، چندین برج تاریخی از سنگ و کتیبه دیده می‌شوند. استان الباحه به عنوان منطقهٔ هزار و یک برج شناخته می‌شود—برج‌هایی که زمانی برای محافظت از روستاها، جاده‌ها و مزارع در برابر قبایل رقیب ساخته می‌شدند. امروزه این برج‌ها متروکه‌اند و بسیاری از آن‌ها به‌طور جزئی یا کامل در حال تخریب هستند.»